# Askanierturm
Der Askanierturm ist ein 12 Meter hoher Aussichtsturm am südwestlichen Ufer des Werbellinsees. Er steht auf einem Hügel, dem Schlossberg, am Südostrand des Ortes Wildau im Landkreis Barnim in Brandenburg. Wildau gehört als Ortslage von Eichhorst zur Gemeinde Schorfheide.

## Geschichte
Der Rundturm aus Feldstein mit einem Balkon und backsteinernem Zinnenkranz wurde nach einer Idee des in Joachimsthal beheimateten Heimatdichters Friedrich Brunold (eigentlich August Ferdinand Meyer) errichtet. Für das Projekt des Askanierturms gewann er den Prinzen Carl von Preußen, mit dessen Unterstützung der Turm gebaut und am 2. Oktober 1879 eingeweiht werden konnte. Durch den Prinzen war auch der Kauf des Grund und Bodens von der Ziegel- und Zementfabrik Bernoulli veranlasst worden. Mit der Errichtung des Turmes wurde der Eberswalder Baumeister Oskar Büscher beauftragt.
Der Name des Turmes weist auf die Errichtung der Burganlage Werbellin auf dem Schlossberg unter der Herrschaft der Askanier im 13. Jahrhundert hin. Mitte des 18. Jahrhunderts fand man beim Bau des Werbellinkanals durch Friedrich den Großen Gebäudereste und mittelalterliche Waffen. Bauhistoriker nehmen an, dass die Burg bis Mitte des 14. Jahrhunderts (1319, 1325?) durch einen Brand zerstört wurde. Auch über die Errichtungszeit der etwa 30 × 30 Meter großen Burganlage sind keine genauen Angaben überliefert, allgemein wird dafür die Zeit zwischen 1211 und 1215 unter dem Markgrafen Albrecht II. von Brandenburg angenommen, aber auch eine etwas spätere Bauzeit unter den gemeinsamen Markgrafen Johann I. und Otto III. wird nicht ausgeschlossen. Erstmals erwähnt wurde die Burg Werbellin im Jahr 1247.
Seit 1974 steht der Schlossberg von Wildau mit dem Askanierturm unter Bodendenkmalschutz. Der Turm wurde 1991 von Eberswalder Forstleuten und Heimatfreunden der Schorfheide rekonstruiert.
2009 dienten Turm und Umgebung als Kulisse für den Märchenfilm Rapunzel mit Suzanne von Borsody als Zauberin.